# Markus Schairer
Markus Schairer (Bludenz, 4 juli 1987) is een Oostenrijks snowboarder. Hij vertegenwoordigde zijn vaderland op de Olympische Winterspelen 2010 in Vancouver, op de Olympische Winterspelen 2014 in Sotsji en op de Olympische Winterspelen 2018 in Pyeongchang.

## Carrière
Schairer maakte zijn wereldbekerdebuut in oktober 2004 op de parallelreuzenslalom in Sölden. Tijdens de FIS wereldkampioenschappen snowboarden 2007 in Arosa eindigde de Oostenrijker als zevende op de snowboardcross. Op de Winter X Games XII in Aspen sleepte hij de zilveren medaille in de wacht op de snowboardcross. In december 2008 eindigde hij in Arosa voor de eerste maal in zijn carrière op het podium van een wereldbekerwedstrijd: op de snowboardcross werd hij tweede. Op de FIS wereldkampioenschappen snowboarden 2009 in Gangwon-do werd Schairer wereldkampioen op de snowboardcross. Op 13 februari 2009 boekte hij in Cypress Mountain zijn eerste wereldbekerzege. Aan het eind van het seizoen 2008/2009 legde hij beslag op de eindzege in het wereldbekerklassement snowboardcross. In 2010 nam Schairer een eerste maal deel aan de Olympische Winterspelen. Op de snowboardcross eindigde hij op de 23e plaats. 
Op de FIS wereldkampioenschappen snowboarden 2011 in La Molina eindigde Schairer als negende op de snowboardcross. In Stoneham nam hij deel aan de FIS wereldkampioenschappen snowboarden 2013. Op dit toernooi veroverde hij de zilveren medaille op de snowboardcross. Tijdens de Olympische Winterspelen van 2014 in Sotsji eindigde de Oostenrijker als 33e op de snowboardcross.
Op de FIS wereldkampioenschappen snowboarden 2015 in Kreischberg eindigde Schairer als 32e op het onderdeel snowboardcross. In de Spaanse Sierra Nevada  nam hij deel aan de FIS wereldkampioenschappen snowboarden 2017. Op dit toernooi eindigde hij als achtste op de snowboardcross, samen met Alessandro Hämmerle eindigde hij als vierde op de snowboardcross voor teams. Tijdens de Olympische Winterspelen van 2018 in Pyeongchang eindigde de Oostenrijker als 22e op de snowboardcross.

## Resultaten

### Olympische Winterspelen
| Jaar | Plaats      | Resultaten         |
| ---- | ----------- | ------------------ |
| 2010 | Vancouver   | 23e Snowboardcross |
| 2014 | Sotsji      | 33e Snowboardcross |
| 2018 | Pyeongchang | 22e Snowboardcross |

### Wereldkampioenschappen
| Jaar | Plaats        | Resultaten                               |
| ---- | ------------- | ---------------------------------------- |
| 2007 | Arosa         | 7e Snowboardcross                        |
| 2009 | Gangwon-do    | Snowboardcross                           |
| 2011 | La Molina     | 9e Snowboardcross                        |
| 2013 | Stoneham      | Snowboardcross                           |
| 2015 | Kreischberg   | 32e Snowboardcross                       |
| 2017 | Sierra Nevada | 8e Snowboardcross 4e Snowboardcross team |

### Wereldbeker
Eindklasseringen
| Seizoen   | Algm   | PAR | SBX    |
| --------- | ------ | --- | ------ |
| 2004/2005 | -      | 78e | 47e    |
| 2005/2006 | 141e   | 74e | 41e    |
| 2006/2007 | 51e    | 51e | 7e     |
| 2007/2008 | 102e   | 62e | 31e    |
| 2008/2009 | Zilver | -   | Goud   |
| 2009/2010 | 26e    | -   | 7e     |
| 2010/2011 | -      | -   | 5e     |
| 2011/2012 | -      | -   | 8e     |
| 2012/2013 | -      | -   | Zilver |
| 2013/2014 | -      | -   | 17e    |
| 2014/2015 | -      | -   | 19e    |
| 2015/2016 | -      | -   | 14e    |
| 2016/2017 | -      | -   | 13e    |
| 2017/2018 | -      | -   | 22e    |

Wereldbekerzeges
| Datum            | Plaats           | Onderdeel      |
| ---------------- | ---------------- | -------------- |
| 13 februari 2009 | Cypress Mountain | Snowboardcross |
| 19 februari 2009 | Stoneham         | Snowboardcross |
| 13 maart 2009    | La Molina        | Snowboardcross |
| 7 december 2013  | Montafon         | Snowboardcross |
| 21 december 2013 | Lake Louise      | Snowboardcross |